# Ali Badjo Gamatié
Ali Badjo Gamatié (1957) è un politico nigerino.
È stato Primo ministro del Niger dall'ottobre 2009 al febbraio 2010.
Dal 2000 al 2003 è stato Ministro delle finanze; successivamente ha ricoperto l'incarico di Vice-Governatore della Banca centrale degli Stati dell'Africa occidentale (BCEAO), prima di essere nominato Primo ministro dal Presidente Mamadou Tandja. È stato deposto durante il colpo di Stato in Niger del febbraio 2010.